# 優婆塞戒経
『優婆塞戒経』（うばそくかいきょう）は、曇無讖訳の説法書。『優婆塞戒本』『善生経』とも呼ばれる。内容は善生長者と呼ばれた優婆塞に対し在家の持戒生活の為に菩薩戒を説いたもの。
奈良時代後期の書写経で、称徳天皇が768年6月2日（神護景雲2年5月13日）に父・聖武天皇の追善のために発願した一切経のうちとして成立した。現在は正倉院聖語蔵が所蔵しており、1992年の正倉院展で公開された。